# Ron Williamson
Ronald „Ron“ Keith Williamson (* 3. Februar 1953 in Ada, Oklahoma; † 4. Dezember 2004 nahe Tulsa, Oklahoma) war ein US-amerikanischer Baseballspieler und Opfer eines Justizirrtums. Er wurde zu Unrecht wegen Mordes verurteilt und verbrachte elf Jahre in der Todeszelle. Sein Leben diente als Vorlage für John Grishams Buch Der Gefangene.

## Leben
Ron Williamson ist in Ada aufgewachsen und war das Jüngste von drei Kindern. In seiner Schulzeit war er ein erfolgreicher Athlet und erhielt mehrere Auszeichnungen. Sein Hauptinteresse galt dem Baseball. Er spielte im Team der Asher High School. Daraufhin schlug er ein Stipendium der Universität von Oklahoma aus, um einen Vertrag bei den Oakland Athletics zu unterzeichnen. Nach diversen Vereinswechseln zog er sich eine Schulterverletzung zu, woraufhin er mehrere Jahre pausieren musste. Durch einen alten Freund, der für die New York Yankees spielte, bekam er einen befristeten Vertrag, welchen er wegen wiederkehrender Schmerzen in der Schulter nicht erfüllen konnte. Daraufhin beendete er im Alter von 24 Jahren seine Karriere. Er kehrte nach Oklahoma zurück, wo er sich mit mehreren Jobs den Lebensunterhalt zu verdienen versuchte. Er wurde jedoch alkohol- und drogenabhängig und litt zunehmend unter psychischen Störungen.

## Gerichtsverhandlung
Am 8. Dezember 1982 wurde Debbie Carter in ihrer Wohnung vergewaltigt und ermordet. Sie arbeitete in der Coachlight Bar in Ada, in der Williamson und sein Freund Dennis Fritz häufig verkehrten. Fünf Jahre später wurden Ron und Dennis unter fadenscheinigen Beweisen verurteilt; Williamson zum Tode, Fritz zu lebenslanger Haft. Als Beweise dienten am Tatort gefundene Haare, die den beiden ohne eine zwingende wissenschaftliche Analyse zugeordnet wurden. Beide erklärten sich vor dem Gericht für unschuldig.
Dank aufopferungsvollen Freunden und Verwandten Williamsons konnte ein mehrmaliger Aufschub erwirkt werden. Schließlich wurde eine erneute Untersuchung des Falls angeordnet. Diese ergab, dass der tatsächliche Mörder Glen Gore war. Williamson und Fritz wurden 1999 freigelassen und erstritten eine Entschädigung.
Aufgrund schlechter Haftbedingungen hatte sich Williamsons psychische Verfassung verschlechtert.

Er starb schließlich in einem Pflegeheim im Alter von 51 Jahren an Leberzirrhose.